# Minvalara
Minvalara är en ort i Australien. Den ligger i kommunen Peterborough och delstaten South Australia, omkring 230 kilometer norr om delstatshuvudstaden Adelaide. Orten hade 22 invånare år 2021.